# Piéride de Réal
Leptidea reali
Espèce
Synonymes
Leptidea lorkovicii Réal, 1988, praeocc.
La Piéride de Réal (Leptidea reali) est une espèce sud-européenne de lépidoptères (papillons) de la famille des Pieridae et de la sous-famille des Dismorphiinae.
Elle ressemble beaucoup à la Piéride de la moutarde (Leptidea sinapis) et à la Piéride irlandaise (Leptidea juvernica), avec lesquelles elle forme un complexe d'espèces cryptiques.

## Historique
C'est en 1962 que P. Réal note l'existence de ce qu'il croit être deux formes saisonnières chez la Piéride de la moutarde (Leptidea sinapis), qui volent en même temps dans les Pyrénées orientales françaises. À la fin des années 1980, d'après l'étude morphologique des organes génitaux de ces deux formes de papillon, Lorković suggère que Réal a observé deux espèces distinctes. Réal décrit l'espèce nouvelle sous le nom de lorkovicii en 1988. Cependant, ce nom s'avère invalide, car préoccupé par Leptidia duponcheli lorkovici Pfeiffer, 1932, ce qui conduit en 1989 Eduard J. Reissinger à introduire un nomen novum : il rebaptise l'espèce Leptidea reali en l'honneur de son découvreur.
Des études ultérieures confirment que les organes génitaux féminins et masculins de L. sinapis et L. reali diffèrent systématiquement. Les deux espèces sont alors considérées comme sympatriques dans la majeure partie de l'Europe,.
La forme de ces organes (en particulier du pénis du mâle, plus long chez l'espèce dont la femelle possède un canal récepteur également plus long, ce qui suggère un mécanisme de type « clé/serrure ») semble pouvoir expliquer l'isolement reproductif de ces deux taxons. En revanche, les tentatives de trouver des différences morphologiques fiables dans la forme des ailes s'avèrent vaines.
Une nouvelle étude publiée en 2011 démontre ensuite que l'espèce qu'on appelait jusque-là Leptidea reali cachait à son tour une troisième espèce : Leptidea juvernica. Cette dernière est indiscernable de L. reali tant par l'ornementation alaire que par les organes génitaux : seule une analyse moléculaire ou caryologique permet leur distinction. L. juvernica est l'espèce ancestrale du triplet sinapis-reali-juvernica, et semble être présente dans une large partie de l'Europe, où elle cohabite avec L. sinapis. L. reali au sens strict ne semble être présente que dans le Sud-Ouest de l'Europe, mais pourrait être en contact avec L. juvernica dans les Alpes françaises.

## Noms vulgaires
- En français : la Piéride de Réal[7].
- En anglais : Réal's Wood White[7].
- En néerlandais : verborgen boswitje[8].

## Description

### Papillon
L'imago de la Piéride de Réal est un petit papillon blanc aux ailes étroites et à l'apex arrondi. Il présente une macule apicale grise sur le dessus de l'aile antérieure, moins marquée chez la femelle que chez le mâle.

#### Espèces ressemblantes
Cette espèce ne peut pas être distinguée de la Piéride de la moutarde (Leptidea sinapis) et de la Piéride irlandaise (Leptidea juvernica) par l'ornementation alaire. L'examen des pièces génitales permet la distinction par rapport à L. sinapis, mais pas par rapport à L. juvernica, vis-à-vis de laquelle une analyse moléculaire ou caryologique est nécessaire.

### Premiers stades
Comme chez la Piéride de la moutarde, les œufs sont d'abord blancs puis deviennent jaunes, la chenille est vert vif à raie jaune sur le côté, et la chrysalide est plus jaunâtre.

## Biologie

### Phénologie
L'espèce produit deux à trois générations par an et hiverne au stade de chrysalide.

### Plantes hôtes
Ses plantes hôtes sont Lathyrus pratensis et diverses autres légumineuses.

### Biotopes
La Piéride de Réal affectionne les bordures des bois clairs.

## Distribution géographique
Alors qu'on croyait Leptidea reali présente dans de nombreux pays d'Europe, la découverte récente de l'espèce cryptique Leptidea juvernica implique que de nombreuses populations initialement attribuées à L. reali sont en réalité des L. juvernica, et L. reali ne semble se trouver que dans le Sud-Ouest du continent. Sa présence est attestée en France, en Espagne et en Italie.
En France, L. reali est présente dans les Pyrénées, dans le Sud des Alpes (où elle peut cohabiter avec L. juvernica) et en Corse.